# Trier-Olewig

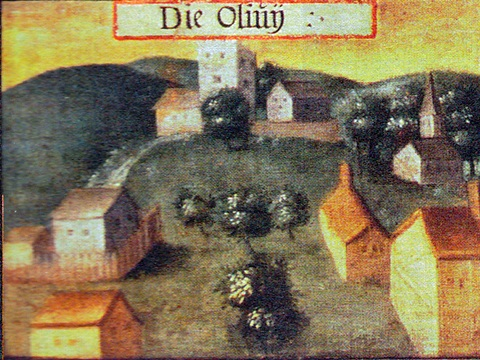
Abbildung von Olewig auf dem Trierer Gerichtsbild von 1589

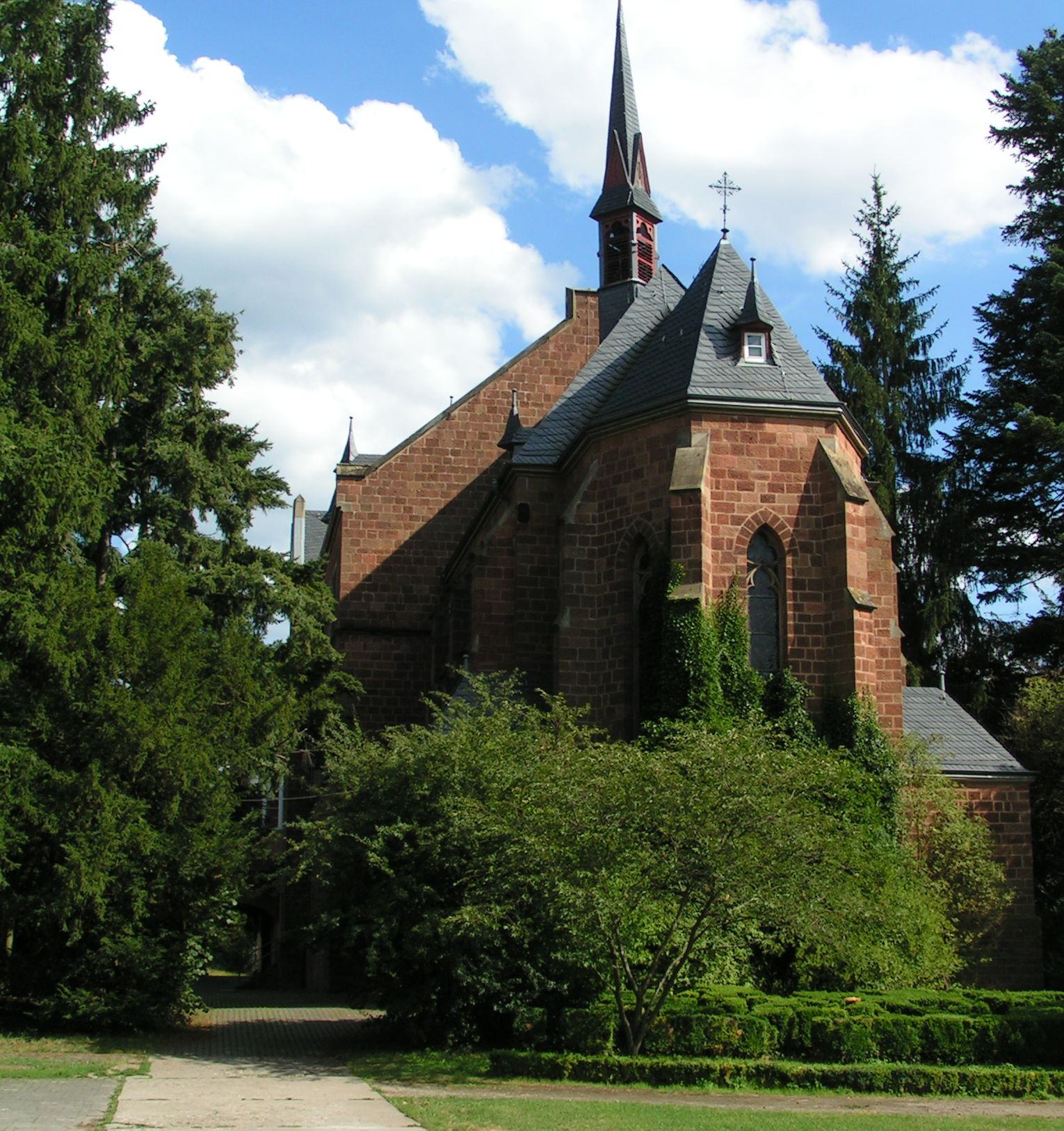
Kloster Olewig

Olewig  [Hochdeutsch: oˈle:viç, Trierisch: ɔˈleːvɪɕ] ist einer der 19 Ortsbezirke der Stadt Trier in Rheinland-Pfalz.

## Geografie
Der Bezirk liegt im Olewiger Tal am Olewiger Bach, in den auch der Brettenbach mündet. Nördlich wird das Tal durch den Petrisberg begrenzt, an dessen Hängen sich zahlreiche Weinberge befinden. Im Süden erhebt sich der Mühlenberg, auf dessen Rücken der Trierer Stadtteil Mariahof liegt.

## Geschichte

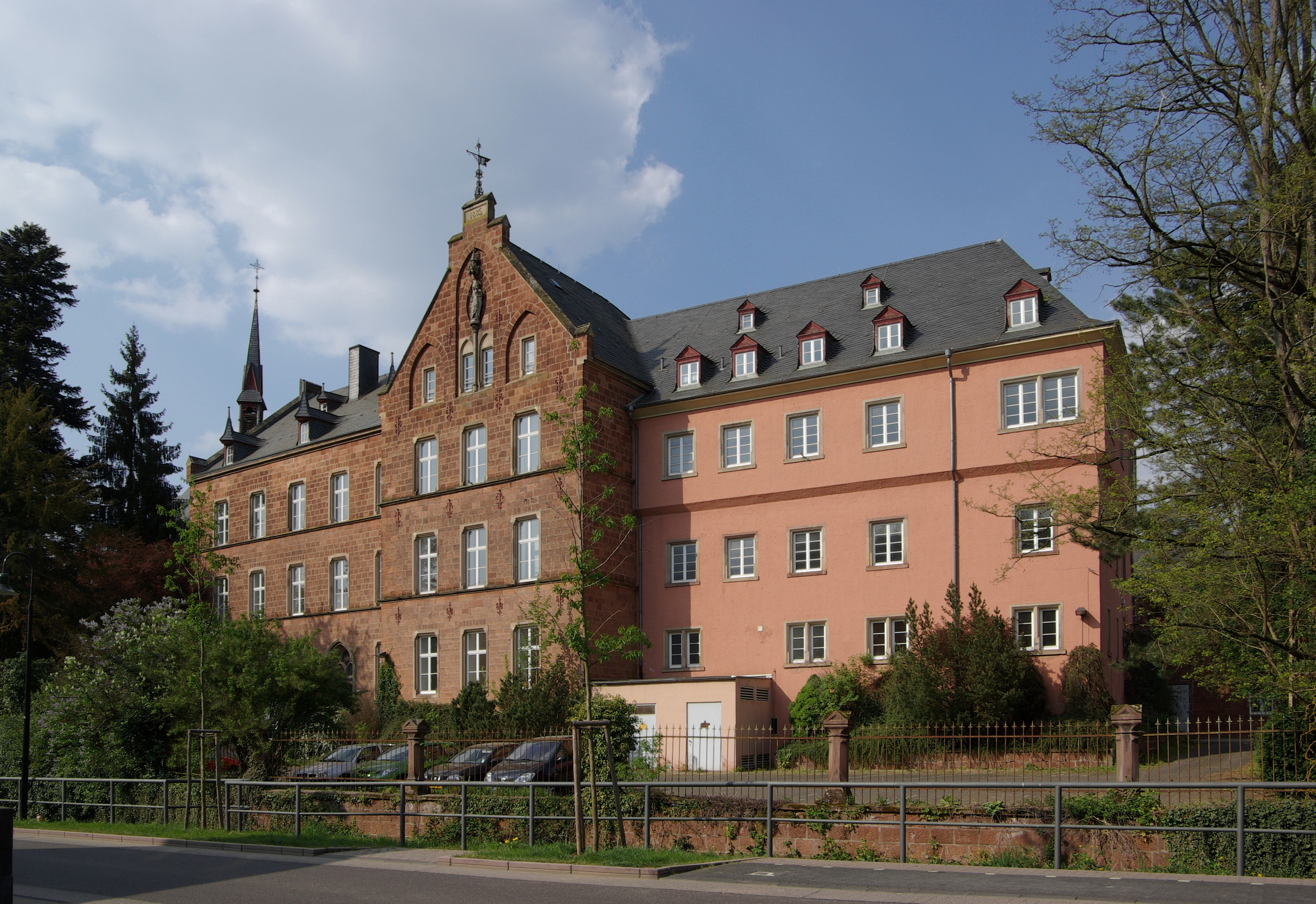
Kloster Olewig

Die Legende sagt, dass der heutige Stadtbezirk seinen Namen vom Olewiger Bach hat. Hier sollen die ersten Christen in Trier getauft worden sein. Dabei soll sich durch die Salbung ein Ölfilm auf dem Bach gebildet haben. Der Name stammt aus dem Lateinischen von „oleum“ und „via“, was in etwa „Ölweg“ bedeutet.
Im Jahr 1536 wird Caspar Olevian in Trier geboren. Den Namen Olevian leitete der Vater von dem heutigen Trierer Stadtteil Olewig ab, aus dem die Familie ursprünglich stammte.
1888 wird Olewig aus der Stadt Trier ausgegliedert, am 1. Juli 1930 wieder in die Stadt Trier eingemeindet. Seit 1956 besteht eine Partnerschaft mit der französischen Gemeinde Barr im Elsass. Nach dem Zweiten Weltkrieg wurde der Stadtteil um ein größeres Gebiet mit Reihenhäusern und Wohnblöcken erweitert. In den letzten Jahren finden im Ortskern große Dorferneuerungsmaßnahmen statt.
Der Mannheimer Helm wird durch das Vorkommen in einem treverischen Kriegergrab aus der Mitte des 1. Jahrhunderts v. Chr. in Trier-Olewig datiert.

## Politik
- SPD: 3
- Grüne: 4
- CDU: 6

### Ortsbeirat
Für den Ortsteil Olewig wurde ein Ortsbezirk gebildet. Dem Ortsbeirat gehören 13 Beiratsmitglieder an, den Vorsitz im Ortsbeirat führt die direkt gewählte Ortsvorsteherin.
Seit den Kommunalwahlen am 9. Juni 2024 ist die CDU mit sechs Sitzen stärkste Partei, die Grünen sind mit vier Sitzen im Ortsbeirat vertreten. Zudem konnte die SPD erneut drei Sitze gewinnen.
Für weitere Informationen und historische Daten siehe die Ergebnisse der Kommunalwahlen in Trier.

### Ortsvorsteher
Lorenz Fischer (CDU) wurde am 29. August 2024 Ortsvorsteher von Olewig. Bei der Direktwahl am 9. Juni 2024 war er mit einem Stimmenanteil von 72,9 % für fünf Jahre gewählt worden.
Fischers Vorgängerin Petra Block (CDU) hatte das Amt seit 2009 inne. Zuletzt bei der Direktwahl am 26. Mai 2019 war sie mit einem Stimmenanteil von 66,84 % in ihrem Amt bestätigt worden. Bei der Direktwahl am 9. Juni 2024 trat Petra Block nicht erneut an.

## Kultur und Sehenswürdigkeiten

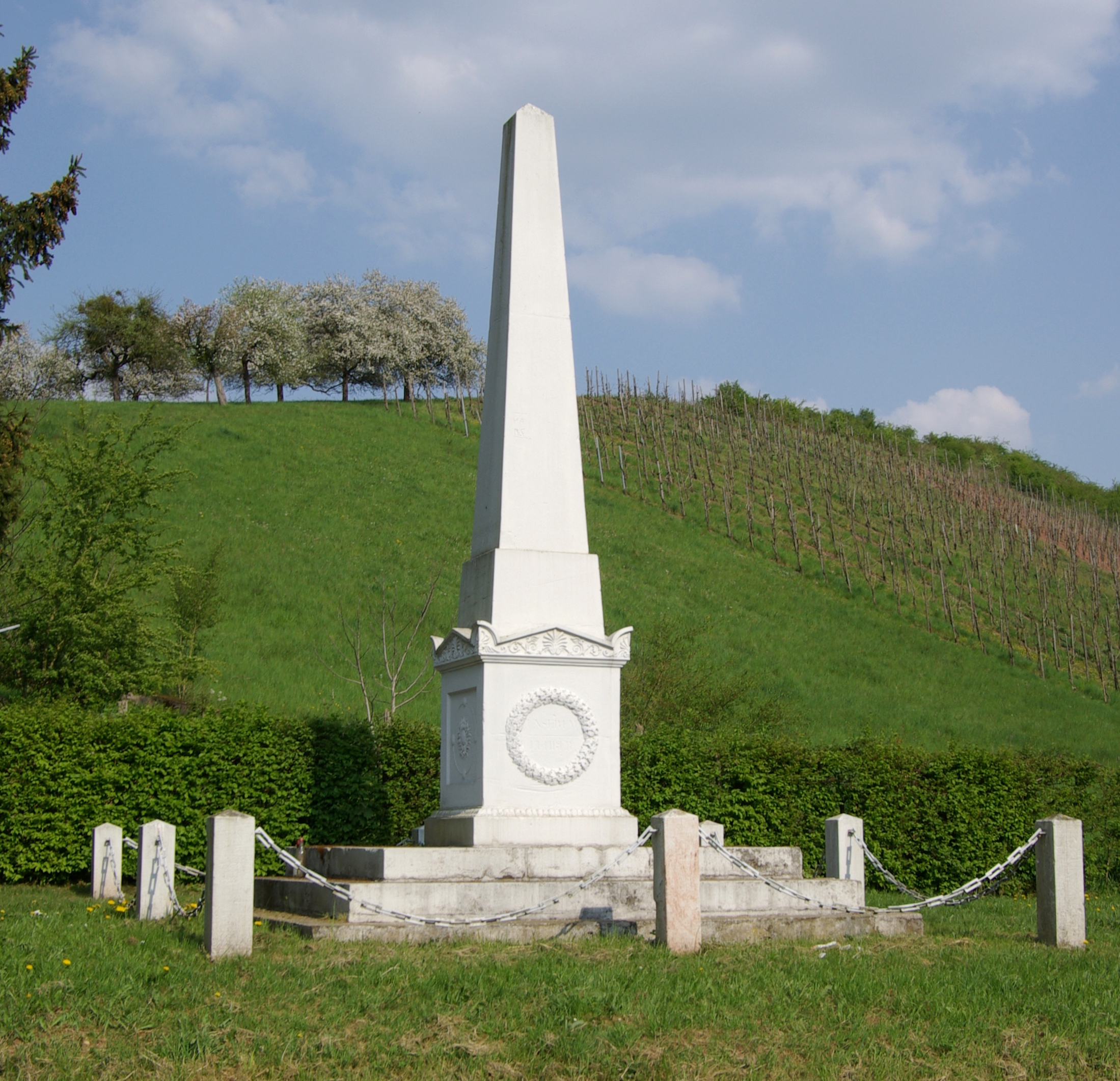
Peter-Wilhelm-Stein-Denkmal

### Bauwerke
Das Peter-Wilhelm-Stein-Denkmal wurde 1831 zum Gedenken an den beliebten Oberlehrer für Mathematik des Friedrich-Wilhelm-Gymnasiums Dr. J. Peter Wilhelm Stein, der im Alter von 35 Jahren am 17. März 1831 verstarb, erbaut. Das sogenannte „Kloster“ Olewig wurde 1885 erbaut und beherbergte ein Altenheim des Ordens der Borromäerinnen. Nachdem das Gebäude in den Besitz der Stadt Trier wechselte, diente es eine Zeit lang als Sitz der Verwaltung der Universität Trier. Eine weitere Sehenswürdigkeit ist die nach den Plänen des Dombaumeisters Reinhold Wirtz zwischen 1882 und 1884 erbaute Pfarrkirche St. Anna.
Siehe auch: Liste der Kulturdenkmäler in Trier-Olewig

### Regelmäßige Veranstaltungen
Das Olewiger Weinfest, offiziell Trierer Weinfest im Stadtteil Olewig, ist ein alljährlich am ersten Wochenende im August stattfindendes mehrtägiges Volksfest der örtlichen Winzer. Es handelt sich um eine viertägige Veranstaltung (Freitag bis Montag) entlang der Olewiger Straße. Zu den Höhepunkten der Veranstaltung zählt ein Feuerwerk, welches am Freitagabend von der Anhöhe des Petrisberges abgeschossen wird, und die Wahl der Trierer Weinkönigin.

## Wirtschaft und Infrastruktur
Trotz der frühen Eingemeindung und der späteren suburban geprägten Erweiterung blieb die dörfliche Struktur im Kern des alten Winzerdorfes Olewig erhalten. Noch heute sind hier mehrere Winzer angesiedelt, die die umliegenden Weinberge bewirtschaften. Weiterhin gibt es mehrere Weinlokale und Gaststätten.

### Verkehr
Da Olewig direkt an einer der beiden Hauptverkehrsachsen liegt, welche die Innenstadt Triers mit der Universität und den Höhenstadtteilen verbindet, ist der Stadtteil einer hohen Verkehrsbelastung ausgesetzt. Der Verkehr wird jedoch seit vielen Jahren durch die Riesling-Weinstraße am alten Ortskern vorbeigeleitet. Der Ortskern selbst wurde in den letzten Jahren teilweise verkehrsberuhigt umgestaltet.

## Sportvereine
SV Trier-Olewig e. V.

## Persönlichkeiten, die vor Ort wirken oder wirkten
- Reinhold Wirtz (1842–1898) war ein deutscher Architekt, Kommunalkreis- und Diözesanbaumeister des Bistums Trier.